# Søndersø (Viborg)
 For alternative betydninger, se Søndersø. (Se også artikler, som begynder med Søndersø)
Viborg Søndersø er den sydligste af Viborgsøerne, der ligger øst for Viborg by, Viborg Kommune. Søen er 2,2 km lang og 900 m på det bredeste sted. Den er ca. 6,5 meter dyb på det dybeste sted. Viborg Søndersø modtager vand fra Nørresø via underføringen ved Randersvej. Vandet løber fra Søndersø via Søndermølle Å til Nørreåen og herfra videre til Gudenåen. 
Søen har været stærkt belastet af forurening, idet Viborgs spildevand indtil 1938 blev ledt urenset ud i søen. Fra 1938 til 1978 fandtes et mekanisk renseanlæg ved søens nordende, men først derefter er spildevandet blevet ledt uden om søen. Der er derfor stadig et tykt lag slam på bunden. 
Vestsiden af søbredden er for den nordlige halvdels vedkommende optaget af bygningerne fra det tidligere meget store psykiatriske hospital. Hospitalet er nu meget indskrænket  og en del af bygningerne bruges til andre formål. Syd herfor er det planen at bygge et antal højhuse, hvoraf tre er bygget (2009). På østsiden af søen ved Asmild, med den gamle klosterkirke og klosterhave, er der en flot udsigt til byen med Viborg Domkirke. Syd herfor finder man Viborg Handelsskole (Mercantec), Nordisk Park, Gymnastik- og Idrætshøjskolen ved Viborg, Forstbotanisk Have, vandrehjem og campingplads. Længere mod syd findes søens afløb med den gamle opstemning og den tidligere Søndermølle, som nu er kulturcenter.
Søndersøløbet blev løbet første gang i 1910 og er det første reelle organiserede motionsløb i Danmark.